# Rhenistan draselný
Rhenistan draselný je draselná sůl kyseliny rhenisté. 

## Příprava
Neutralizace kyseliny rhenisté hydroxidem draselným.
HReO4 + KOH → KReO4 + H2O

## Vlastnosti
Rhenistan draselný je bílá pevná látka, slabě rozpustná ve vodě a ethanolu. Je to silné oxidační činidlo. Krystalizuje v tetragonální soustavě typu scheelitu s prostorovou grupou I41/a (číslo 88) a mřížkovými parametry a = 567,4 pm a c = 1266,8 pm.